# Bizen-Tradition

Zentren der japanischen Schwertschmiedetraditionen. Die Gokaden (darunter die Provinz Bizen) sind rot gekennzeichnet.

Die Bizen-Tradition (jap. 備前伝, Bizen-den) ist eine Sammelbezeichnung für Schwertschmiedeschulen in der japanischen Provinz Bizen, die in unterschiedlicher Ausprägung ähnliche Charakteristika aufwiesen.
Die Bizen-Tradition gehörte neben der Yamashiro-Tradition, der Yamato-Tradition, der Sōshū-Tradition und der Mino-Tradition zu den fünf klassischen japanischen Schwertschmiedetraditionen (Gokaden).

## Geschichte
Die Bizen-Tradition entstand in der Provinz Bizen in der südlichen Hälfte der heutigen Präfektur Okayama. Aufgrund der topographischen Verhältnisse siedelten sich dort bereits sehr früh Schwertschmiede an. Die Ortschaft Osafune im östlichen Teil der Provinz war deshalb sogar über 1000 Jahre lang ein Zentrum der Herstellung von Blankwaffen. Die Bizen-Tradition mit ihren spezifischen Charakteristika soll allerdings erst von dem um das Jahr 1100 lebenden Schwertschmied Tomonari (友成) begründet worden sein. Ihm folgten die bekannten Schmiede Kanehira, Sukehira, Nobufusa, Takahira und Masatsune.
Die frühen Schmiede in der Bizen-Tradition werden als Ko-Bizen-ha (古備前派, „alte Bizen-Strömung“) zusammengefasst. Später entwickelten sich verschiedene Zweigschulen innerhalb der Bizen-Tradition. Man unterscheidet dabei in aller Regel die Fukuoka-Schule, die Yoshioka-Schule, die Ōmiya-Schule, die Yoshii-Schule und die Osafune-Schule, wobei letztere die meisten heute existierenden Schwerter der Bizen-Tradition produzierte.

## Charakteristika
- Schwertklingen der Bizen-Tradition weisen eine im Vergleich mit anderen Schwertern mittlere Weite und Dicke auf.  Sie erscheinen allgemein anmutiger in der Gesamtform.
- Die Klingen sind gekrümmt und weisen die höchste Krümmung im unteren Drittel der Klinge auf (Koshi Sori). Klingen jüngeren Datums tendieren allerdings auch zu einer Torii-Sori-Krümmung, insbesondere in der Osafune-Schule.
- Die Klingenoberfläche (Hada) weist in der Regel eine Mokume-Maserung auf. Sowohl in einer feineren (Ko-Mokume) als auch gröberen Maserung (O-Mokume). Zudem findet sich häufig eine weitere markante Härtelinie im ungehärteten Klingenbereich (Ji), das sogenannte Utsuri.
- Die Härtelinie (Hamon) verläuft in der Regel wellenförmig und unregelmäßig (Midare). Daneben finden sich aber auch gerade Härtelinien (Suguha).
- Die Angel der Klinge (Nakago) ist gerade bei älteren Klingen relativ lang und grazil, wird bei jüngeren klingen der Bizen-tradition allerdings kürzer und dicker. Die Spitze der Angel weist eine abgerundete Spitze auf (栗尻, Kuri-Jiri, „Kastanienende“).